# Ленорман, Франсуа
Франсуа Ленорман (фр. François Lenormant; 1837—1883) — французский ассириолог, антрополог, археолог, историк, искусствовед, нумизмат и библиотекарь

; профессор в Сорбонне. Член французской Академии надписей и изящной словесности.

## Биография

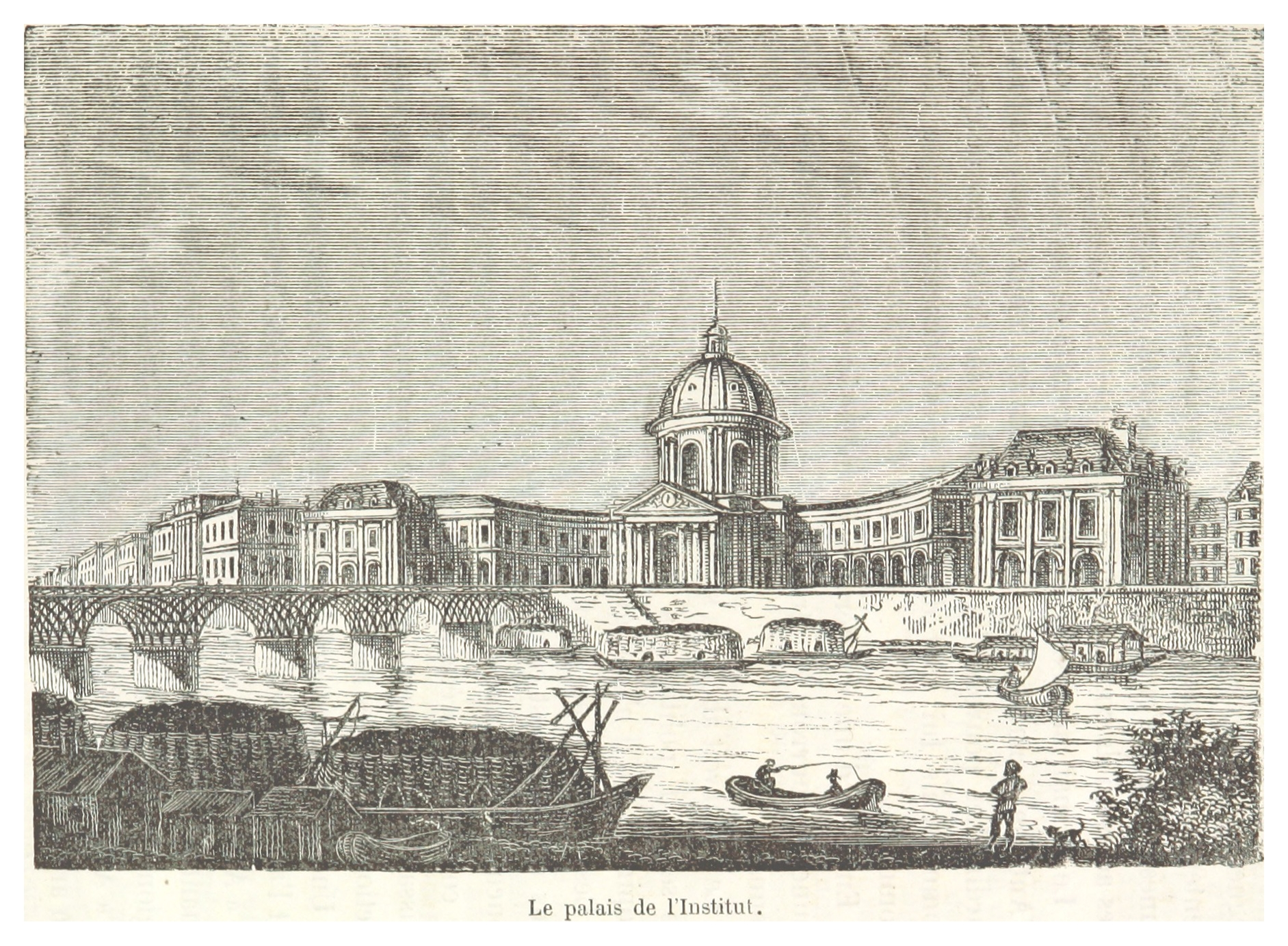
Институт Франции (1871 год)

Франсуа Ленорман родился 17 января 1837 года в городе Париже в семье известного археолога и нумизмата XIX века Шарля Ленормана и Амели Сивок (1803—1893) — племянницы Жюли Рекамье. Отец мальчика мечтал, чтобы сын продолжил его дело и уже с шести лет занимался с ним греческим языком и историей древнего мира. Ленорман-младший относился к занятиям усердно и с большим интересом и уже в возрасте четырнадцати лет опубликовал свою первую работу «Lettre à M. Hase sur des tablettes grecques trouvées à Memphis» о обнаруженных в Мемфисе находках в журнале «Revue archéologique».
В 1854 году Франсуа Ленорман по рукописям своего отца издал «Записки о живописи Полигнота в Лесхе и Дельфах».
В 1856 году он получил приз Французской академии за эссе под названием «Classification des monnaies des Lagides», а в 1862 году он стал помощником библиотекаря в Институте Франции.
В 1874 году Франсуа Ленорман был назначен профессором археологии в Национальной библиотеке Франции.
В 1875 году, вместе с бароном Жаном де Витте, он принял участие в создании Gazette archéologique.
В 1881 году Франсуа Ленорман издал свою самую известную работу под заглавием: «Manuel d’histoire ancienne de l’Orient».
Среди других многочисленных трудов учёного, наибольший интерес в учёном мире вызвали следующие сочинения: «Lettres assyriologiques et épigraphiques» (1871), «Les premières civilisations» (1874), «Les sciences occultes en Asie» (1874), «Les origines de l’histoire d’apres la Bible et les traditions des peuples orientaux» (1880; сочинение апологетического характера), «La grande Grèce» (1881), «Monnaies et médailles» (1883), «Recherches archéologiques à Eleusis» (1862), «Monographie de la voie éleusinienne» (1864), «Essai sur l’organisation politique et économique de la monnaie dans l’antiquité» (1863) и текст к изданию гравюр с картин неаполитанского музея (1868).
Франсуа Ленорман умер 9 декабря 1883 года в родном городе.